# Blue Air
Blue Air fue una aerolínea de bajo coste rumana con base en Bucarest, Rumanía. Comenzó a operar en diciembre de 2004 y efectúa vuelos a destinos europeos. Hasta marzo de 2012, su principal base de operaciones es el Aeropuerto de Bucarest-Băneasa, el aeropuerto más pequeño de Bucarest, también conocido como Bucarest Băneasa. Desde marzo de 2012, operó sus vuelos desde el Aeropuerto Internacional de Bucarest-Henri Coandă.  La aerolínea se ha centrado recientemente en los aeropuertos regionales rumanos, como Arad, Bacău y Sibiu, cubriendo así todas las regiones históricas de Rumanía.
El 6 de septiembre de 2022 cesó operaciones.

## Historia
Blue Air comenzó a operar en diciembre de 2004. En ese momento, Blue Air también operaba un vuelo nacional Bucarest-Timisoara, aunque éste se interrumpió en marzo de 2005, debido a la baja demanda y a la competencia de TAROM y Căile Ferate Române, la empresa ferroviaria rumana. Blue Air comenzó a operar vuelos nacionales al Aeropuerto Internacional de Cluj-Napoca desde Bucarest el 29 de octubre de 2006, operando con un Boeing 737.
En 2012, la compañía tiene una facturación de 150 millones de euros y un factor de carga del 92%.
El 12 de abril de 2013, la administración de Blue Air hizo público el hecho de que la compañía estaba a la venta. El 17 de mayo de 2013, un comunicado de prensa anunció que las operaciones de la compañía BlueAir Transport Aerian SA serían transferidos a una nueva compañía, Airline Management Solution SRL, una empresa que la rescató con una oferta de 30 millones de euros. La nueva empresa está registrada en Rumanía por 4 accionistas, 2 rumanos con un 33% cada uno (ambos pilotos de BlueAir) y otros 2 rumanos con un 17% cada uno (uno de ellos empleado de BlueAir y otro que había trabajado en la venta de billetes y atención al cliente en la antigua empresa).
La aerolínea transportó 1,5 millones de personas en 2014, un aumento en comparación con los 1,35 millones de 2013. En 2015, la aerolínea transportó por primera vez a más de 2 millones de pasajeros.
Blue Air se vio obligada a suspender todas sus operaciones el 6 de septiembre de 2022. En noviembre de 2022, se suspendió su licencia y la aerolínea, ahora inactiva, fue nacionalizada en diciembre de 2022. En marzo de 2023, Blue Air se declaró en quiebra.

## Destinos
En el momento de su fundación, también efectuaba el vuelo de cabotaje Bucarest-Timisoara, aunque este fue cancelado en marzo de 2005 debido a la reducida demanda y la fuerte competencia de TAROM así como la travesía en tren. Blue Air inició vuelos de cabotajes a Cluj Napoca desde Bucarest el 29 de octubre de 2006, operado con un Boeing 737.
La compañía era una de las compañías más barata en noviembre de 2006 en volar entre Bucarest y otras ciudades rumanas (hasta que otras aerolíneas como Wizz Air, Germanwings, MyAir o EasyJet comenzaron a operar en Rumanía). Blue Air ofrece billetes gratis de Cluj a Bucarest y vuelta si se adquiere un billete de ida y vuelta de Bucarest a cualquier otra ciudad de Rumanía.
Su principal base de operaciones era el Aeropuerto Internacional Aurel Vlaicu, el aeropuerto más pequeño de Bucarest, también conocido como Bucarest Băneasa, pero desde el 25 de marzo de 2012 pasó a ser el Aeropuerto Internacional Henri Coandă.
En 2016, Blue Air ha invertido mucho en la flota y a partir de este verano, la compañía opera 26 aviones, un aumento masivo desde hace dos años. De 26 aviones, 17 tienen el interior modernizado y el resto queda por entrar en un proceso de modernización en el próximo período. Blue Air ha superado TAROM, que posee una flota de 23 aeronaves.

### Destinos
| Países      | Destinos          | Aeropuertos                                           | Desde | Desde | Desde | Desde | Desde | Desde | Desde | Desde | Desde |
| Países      | Destinos          | Aeropuertos                                           | OTP   | BCM   | CLJ   | CND   | IAS   | OMR   | LCA   | LPL   | TRN   |
| ----------- | ----------------- | ----------------------------------------------------- | ----- | ----- | ----- | ----- | ----- | ----- | ----- | ----- | ----- |
| Alemania    | Berlín            | Aeropuerto de Berlín-Tegel                            |       |       |       |       |       |       |       |       | X     |
| Alemania    | Colonia           | Aeropuerto de Colonia/Bonn                            | X     |       |       |       | X     |       |       |       |       |
| Alemania    | Hamburgo          | Aeropuerto de Hamburgo                                | X     |       |       |       |       |       |       |       |       |
| Alemania    | Stuttgart         | Aeropuerto de Stuttgart                               | X     |       |       |       |       |       | X     |       |       |
| Bélgica     | Bruselas          | Aeropuerto de Bruselas                                | X     | X     |       |       | X     |       |       |       |       |
| Chipre      | Lárnaca           | Aeropuerto Internacional de Lárnaca                   | X     |       |       |       |       |       |       |       |       |
| España      | Alicante          | Aeropuerto de Alicante-Elche                          |       |       |       |       |       |       |       | X     |       |
| España      | Barcelona         | Aeropuerto Josep Tarradellas Barcelona-El Prat        | X     |       |       |       | X     |       |       |       |       |
| España      | Castellón         | Aeropuerto de Castellón-Costa Azahar                  | X     |       |       |       |       |       |       |       |       |
| España      | Ibiza             | Aeropuerto de Ibiza                                   |       |       |       |       |       |       |       |       | X     |
| España      | Madrid            | Aeropuerto Adolfo Suárez Madrid Barajas               | X     | X     |       |       |       |       |       |       | X     |
| España      | Málaga            | Aeropuerto de Málaga-Costa del Sol                    | X     |       |       |       | X     |       |       |       |       |
| España      | Menorca           | Aeropuerto de Menorca                                 |       |       |       |       |       |       |       |       | X     |
| España      | Palma de Mallorca | Aeropuerto de Palma de Mallorca                       |       |       |       |       |       |       |       |       | X     |
| España      | Sevilla           | Aeropuerto de Sevilla                                 |       |       |       |       |       |       |       |       | X     |
| España      | Valencia          | Aeropuerto de Valencia                                | X     |       |       |       | X     |       |       |       |       |
| Francia     | Lyon              | Aeropuerto de Lyon-Saint Exupéry                      | X     |       |       |       |       |       |       |       |       |
| Francia     | Niza              | Aeropuerto Internacional de Niza-Costa Azul           | X     |       |       |       |       |       |       |       |       |
| Francia     | París             | Aeropuerto de París-Charles de Gaulle                 |       |       |       |       | X     |       |       |       | X     |
| Grecia      | Atenas            | Aeropuerto Internacional Eleftherios Venizelos        |       |       |       | X     |       |       | X     |       | X     |
| Grecia      | Salónica          | Aeropuerto Internacional Macedonia                    |       |       |       |       |       |       | X     |       |       |
| Irlanda     | Dublín            | Aeropuerto de Dublín                                  | X     | X     | X     |       |       |       |       |       |       |
| Italia      | Alguer            | Aeropuerto de Alguer-Fertilia                         |       |       |       |       |       |       |       |       | X     |
| Italia      | Bari              | Aeropuerto de Bari-Palese                             |       |       |       |       |       |       |       |       | X     |
| Italia      | Bérgamo           | Aeropuerto de Bérgamo-Orio al Serio                   | X     | X     |       | X     |       |       |       |       |       |
| Italia      | Bolonia           | Aeropuerto de Bolonia                                 | X     | X     |       |       |       |       |       |       |       |
| Italia      | Catania           | Aeropuerto de Catania-Fontanarossa                    | X     | X     |       |       |       |       |       |       | X     |
| Italia      | Florencia         | Aeropuerto de Florencia                               | X     |       |       |       |       |       |       |       |       |
| Italia      | Lamezia Terme     | Aeropuerto Internacional de Lamezia Terme             |       |       |       |       |       |       |       |       | X     |
| Italia      | Milán             | Aeropuerto de Milán-Linate                            | X     |       |       |       |       |       |       |       |       |
| Italia      | Nápoles           | Aeropuerto de Nápoles-Capodichino                     | X     |       |       |       |       |       |       |       | X     |
| Italia      | Pescara           | Aeropuerto de Pescara-Abruzzo                         |       |       |       |       |       |       |       |       | X     |
| Italia      | Roma              | Aeropuerto de Roma-Fiumicino                          | X     | X     |       |       | X     |       |       |       | X     |
| Italia      | Turín             | Aeropuerto de Turín-Caselle                           | X     | X     |       |       |       | X     |       |       |       |
| Portugal    | Lisboa            | Aeropuerto de Lisboa                                  | X     |       |       |       |       |       |       |       |       |
| Reino Unido | Birmingham        | Aeropuerto de Birmingham-West Midlands                | X     |       | X     |       |       |       |       |       |       |
| Reino Unido | Glasgow           | Aeropuerto Internacional de Glasgow                   | X     |       |       |       |       |       |       |       |       |
| Reino Unido | Liverpool         | Aeropuerto de Liverpool-John Lennon                   | X     | X     | X     |       |       |       |       |       |       |
| Reino Unido | Londres           | Aeropuerto de Londres-Luton                           | X     | X     |       |       | X     |       | X     |       | X     |
| Rumania     | Bacau             | Aeropuerto Internacional George Enescu                |       |       |       |       |       |       |       |       | X     |
| Rumania     | Bucarest          | Aeropuerto Internacional de Bucarest-Henri Coandă HUB |       |       | X     |       | X     | X     | X     |       | X     |
| Rumania     | Cluj-Napoca       | Aeropuerto de Cluj-Napoca                             | X     |       |       |       | X     |       |       |       |       |
| Rumania     | Iași              | Aeropuerto Internacional de Iași                      | X     |       | X     |       |       | X     |       |       |       |
| Rumania     | Timișoara         | Aeropuerto Internacional de Timișoara Traian Vuia     |       |       | X     |       | X     |       |       |       |       |
| Suecia      | Estocolmo         | Aeropuerto de Estocolmo-Arlanda                       | X     |       |       |       |       |       |       |       | X     |

## Flota histórica
| Aeronaves        | Total | Introducido | Retirado | Matrículas |
| ---------------- | ----- | ----------- | -------- | --- |
| Boeing 737-300   | 5     | 2004        | 2021     | CS-TLL, YR-BAA, YR-BAC, YR-BAF y YR-BAP |
| Boeing 737-400   | 15    | 2006        | 2019     | YR-BAD, YR-BAE, YR-BAI, YR-BAJ, YR-BAK, YR-BAL, YR-BAM, YR-BAN, YR-BAO, YR-BAQ, YR-BAR, YR-BAS, YR-BAT, YR-BAU y YR-BAZ                                                         |
| Boeing 737-500   | 8     | 2005        | 2022     | YR-AMA, YR-AMB, YR-AMC, YR-AMD, YR-AME, YR-BAB, YR-BAG y YR-BAH |
| Boeing 737-700   | 2     | 2015        | 2022     | YR-BMA y YR-BMR |
| Boeing 737-800   | 23    | 2008        | 2022     | YR-BIA, YR-BIB, YR-BIC, YR-BID, YR-BIF, YR-BMB, YR-BMC, YR-BMD, YR-BME, YR-BMF, YR-BMG, YR-BMH, YR-BMI, YR-BMJ, YR-BMK, YR-BML, YR-BMN, YR-BMO, YR-BMP, YR-BMQ, YR-BMS y YR-BMT |
| Boeing 737 MAX 8 | 5     | 2021        | 2022     | YR-MXA, YR-MXB, YR-MXC, YR-MXD y YR-MXE |
| Saab 340         | 3     | 2009        | 2013     | YR-DAA, YR-DAB y YR-DAC |
| Saab 2000        | 1     | 2009        | 2009     | YR-SBM |